# Geigeria brachycephala
Geigeria brachycephala là một loài thực vật có hoa trong họ Cúc. Loài này được Muschl. mô tả khoa học đầu tiên năm 1911.